# San Borja Sur (Metro de Lima y Callao)
San Borja Sur es la duodécima estación de la línea 1 del Metro de Lima y Callao. Está ubicada en la intersección de las avenidas Aviación y San Borja Sur, en el distrito de San Borja. La estación es elevada y su entorno es comercial.

## Historia
La estación fue inaugurada el 11 de julio de 2011 como parte de la extensión del tramo 1. Inicialmente se planificó nombrar la estación como San Borja; sin embargo, fue cambiado por el nombre de la avenida que cruza.

## Acceso
La estación es la única de la línea 1 que cuenta con ingresos separados para cada dirección, están ubicados a los lados oeste y este. En ambos casos, el primer nivel es zona de torniquetes y boletería mientras que en el segundo están las plataformas norte y sur cada una de ellas conectadas por escaleras al primer nivel. Aunque San Borja Sur no cuenta con ascensores, cuenta con elevadores acoplados al borde de la escalera para uso exclusivo de personas con movilidad reducida. 